# Pânico de 1819
O Pânico de 1819 foi a primeira crise financeira generalizada e duradoura nos Estados Unidos que desacelerou a expansão para o oeste no Cinturão do Algodão e foi seguida por um colapso geral da economia americana que persistiu até 1821. O Pânico anunciou a transição da nação de seu status comercial colonial com a Europa em direção a uma economia independente.
Embora a desaceleração tenha sido impulsionada por ajustes no mercado global após as Guerras Napoleônicas, sua gravidade foi agravada pela especulação excessiva em terras públicas, alimentada pela emissão desenfreada de notas bancárias por parte de bancos e empresas.
O Segundo Banco dos Estados Unidos (SBUS), único banco nacional que atuava Estados Unidos, ele próprio profundamente enredado nessas práticas inflacionárias, procurou, a partir de 1818, compensar a sua negligência na regulação do mercado de crédito dos bancos locais, iniciando uma forte restrição de crédito nas agências no oeste dos Estados Unidos.
Com as restrições de crédito, muitos devedores não conseguiram refinanciar suas dívidas e se tornaram inadimplentes, o que levou um aumento de execução de hipotecas nas fazendas e propriedades comerciais, gerando um pânico financeiro.
O fenômeno foi agravado pela redução das receitas dos agricultores endividados, causada por uma recuperação repentina, em 1817, da produção agrícola europeia, que gerou uma redução na exportação de produtos agrícolas e, consequentemente, uma sobreprodução de produtos agrícolas, que gerou uma redução dos preços.
O desastre financeiro e a recessão dele decorrente provocaram ressentimento popular contra o setor bancário e empresarial, juntamente com uma crença geral de que a política econômica do governo federal era fundamentalmente falha. Os americanos, muitos pela primeira vez, se engajaram politicamente para defender seus interesses econômicos locais.
Os Novos Republicanos e seu Sistema Americano — proteção tarifária, melhorias internas e o SBUS — foram expostos a duras críticas.

## Contexto
No dia 24 de dezembro de 1814, os Estados Unidos e o Reino Unido assinaram o Tratado de Gante, que encerrou a Guerra Anglo-Americana de 1812. Como consequência, o governo britânico abandonou efetivamente o seu esforço para impor restrições comerciais aos Estados Unidos, o que facilitou o desenvolvimento do livre comércio e a expansão norte-americana no noroeste.
A Europa, no período imediatamente posterior às Guerras Napoleônicas, estava a passar por um período de reorganização na medida em que a produção e o comércio voltavam às condições dos tempos de paz. Nesse contexto, ocorreu um declínio dos preços em todo o mundo ocidental, agravado pela insuficiência de meios de pagamento em ouro e prata.
A Grã-Bretanha rapidamente conseguiu restabelecer a sua capacidade industrial que existia nos tempos de paz, mas a Europa continental do pós-guerra estava temporariamente demasiado devastada para absorver a retomada da produção de bens manufaturados da Grã-Bretanha. Além disso, a produção agrícola europeia, exaurida por anos de guerra, era incapaz de alimentar a sua própria população.
A economia dos Estados Unidos não estava imune ao caos que afligia a Europa, razão pela qual é possível atribuir as causas do Pânico de 1819 a fatores externos.
O restabelecimento da capacidade industrial inglesa, combinada com incapacidade de absorção das mercadorias produzidas pelos mercados da Europa continental geraram uma inundação no mercado norte-americano de mercadorias produzidas na Inglaterra, gerando uma redução de preços que levou muitas fábricas norte-americanas, que tinham se endividado para aumentar a produção, à falência.
Na Europa continental, que estava com a sua produção agrária prejudicada pela guerra recente, houve um aumento da importação de produtos agrícolas produzidos nos Estados Unidos, principalmente: algodão, trigo, milho e tabaco.
Essa situação conjuntural, produziu um aumento dos preços dos produtos agrícolas, que impulsionou um boom especulativo de terras agrárias no Sul e no Oeste dos Estados Unidos, facilitado pelas facilidades de crédito para a compra de terras do governo.
Segundo George Dangerfield: "Toda a economia americana do pós-guerra foi baseada em um boom fundiário". A bolha inflacionária cresceu entre 1815 e 1818, obscurecendo as tendências deflacionárias gerais nos preços mundiais.

## Respostas à crise
O presidente Monroe, interpretando a crise econômica nos estreitos termos monetários então vigentes, limitou a ação governamental à economia e à garantia da estabilidade fiscal. Ele concordou em suspender os pagamentos de espécies a depositantes bancários, estabelecendo um precedente para os Pânicos de 1837 e 1857.  Embora Monroe concordasse que eram necessárias melhores instalações de transporte, ele se recusou a aprovar dotações para melhorias internas sem emendas constitucionais.
Em 1821, o Congresso aprovou o Relief for Public Land Debtors Act. O projeto permitia que devedores que deviam dinheiro em terras compradas do governo ficassem com a parte de terra que já haviam pago e abrissem mão do valor restante. Além disso, ampliou o cronograma de pagamentos por vários anos, com desconto para pagamento rápido. Com exceção dos estados da Nova Inglaterra, a maior parte do país apoiou fortemente a medida. Muitas legislaturas estaduais, particularmente nos estados rurais do oeste, aprovaram medidas extras de alívio para os devedores.
Outra resposta ao pânico foi a expansão monetária, principalmente em nível estadual. No Tennessee, Kentucky e Illinois, os bancos estaduais suspenderam os pagamentos em espécie e emitiram grandes quantidades de notas inconversíveis. No entanto, a maioria dos outros estados evitou políticas inflacionárias e impôs o pagamento da espécie. Todos os estados testemunharam um debate vigoroso sobre os méritos de cada política. O secretário do Tesouro Crawford defendeu a restrição do crédito bancário como uma medida para evitar uma crise futura. A regulação bancária era vista principalmente como uma responsabilidade do Estado, e vários estados aprovaram regulamentos nos anos seguintes ao pânico que exigia que os bancos mantivessem certos índices fixos de capital para garantir sua capacidade de conversão em espécie.
Um outro efeito do Pânico de 1819 foi o aumento do apoio a tarifas protetivas para a indústria americana. Protecionistas vocais, como o impressor da Filadélfia Mathew Carey, culparam o livre comércio pela depressão e argumentaram que as tarifas protegeriam a prosperidade americana. Em geral, o apoio às tarifas foi mais forte nos estados do meio do Atlântico e foi contestado pelos estados do sul, pesados em exportações.

## Impactos de longo prazo
O Pânico chamou a atenção, pela primeira vez, para questões relacionadas à política de alívio da dívida, bem como ao alívio da pobreza.  Os governos municipais e estaduais começaram a abordar de forma mais eficaz as questões de reforma de políticas públicas em torno dos pobres; Também foi criado um sistema de classificação (deficientes vs. deficientes, temporários vs. de longo prazo, etc.). A atenção pública para resolver os problemas de pobreza levou, consequentemente, aos sistemas públicos de educação.
O apoio público foi grande mais uma vez para as tarifas protetivas. No entanto, quando a "Tarifa de Abominações" foi implementada em 1828, o descontentamento regional levou à eclosão da Crise de Anulação. A crise é vista como um "precedente crítico para a ação democrática".
Em uma nota mais contemporânea, muitos historiadores econômicos hoje concordam que o Pânico de 1819 marcou a entrada dos Estados Unidos no ciclo econômico moderno.
O Pânico de 1819 também foi creditado por estimular os cidadãos americanos a emigrar para o estado mexicano de Coahuila y Tejas, que mais tarde se tornaria a República do Texas, e mais tarde ainda o Estado do Texas dentro dos Estados Unidos.  Em 1830, mais de doze mil americanos haviam emigrado para o que hoje é o Estado do Texas.

## Interpretações econômicas
Diferentes escolas econômicas de pensamento ofereceram explicações para o Pânico de 1819.
Os economistas da Escola Austríaca veem a recessão nacional resultante do Pânico de 1819 como o primeiro fracasso da política monetária expansionista. Essa teoria foi exposta pela primeira vez por Murray N. Rothbard, em sua tese de doutorado, The Panic of 1819, publicada em 1962. Por muitos anos, este foi o único livro sobre o assunto. Essa explicação foi baseada na teoria austríaca do ciclo econômico. O governo dos EUA tomou empréstimos pesados para financiar a Guerra de 1812, causando uma tremenda pressão sobre as reservas de espécie dos bancos, o que levou a uma suspensão dos pagamentos em espécie em 1814, e novamente durante a recessão de 1819-1821, violando os direitos contratuais dos depositantes.  A suspensão da obrigação de resgate estimulou grandemente a criação de novos bancos e a expansão das emissões de notas, e essa inflação de dinheiro encorajou investimentos insustentáveis. Logo ficou claro que a situação monetária era ameaçadora, e o Segundo Banco dos Estados Unidos foi forçado a interromper sua expansão e iniciar um doloroso processo de contração. Houve uma onda de falências, falências bancárias e corridas bancárias; os preços caíram e o desemprego urbano em larga escala começou. Em 1819, as medidas de terra nos EUA também haviam atingido 3 500 000 acres (14 000 km2) e muitos americanos não tinham dinheiro suficiente para pagar seus empréstimos.
Economistas que aderem à teoria econômica keynesiana sugerem que o Pânico de 1819 foi a primeira experiência do início da República com os ciclos de boom-bust comuns a todas as economias modernas. Clyde Haulman, professor de Economia no College of William and Mary, argumenta que o pânico foi parcialmente causado por uma decisão de pedir empréstimos do Segundo Banco dos EUA. Combinado com a questão da depressão e da especulação excessiva, o Pânico marcou o início de uma nova fase da história econômica americana, na qual instituições de mercado maduras continuariam a se mover ciclicamente de boom em queda.